# DOK 5000
DOK 5000 er betegnelsen for bygningerne i området omkring Sverigesvej og Havnegade på Odense Havn.
Flere af de gamle bygninger i området er blevet istandsat af Byggeselskabet Olav De Linde, som er i gang med at transformere den gamle industrihavn til en moderne bydel i Odense.